# 克盧比夫卡 (伊賈斯拉夫區)
50°4′51″N 26°46′42″E / 50.08083°N 26.77833°E
克盧比夫卡（烏克蘭語：Клубівка），是烏克蘭西部的村莊，隸屬赫梅利尼茨基州的舍佩蒂夫卡區。該村始建於1744年，面積2.96平方公里，海拔高度235米，2001年人口1,971，人口密度每平方公里665.88人。